# Les Moutons de Jacob
Pour plus de détails, voir Fiche technique et Distribution.
Les Moutons de Jacob est le premier long métrage de Jean-François Pothier produit en 2002.

## Synopsis
À la suite du décès de leur père, Pascale et Caroline se retrouvent sur la ferme familiale. Pendant l’été, la relation entre les deux sœurs sera difficile. Boris, le fils de Pascale, et son copain Pierre-Luc les rejoignent. Caroline, déjà heurtée par son aînée, sera au centre d’un imbroglio amoureux. Entre les sentiments d’amitié, d’amour et de trahison, elle devient moins naïve. Avec la lucidité, les voix de réalisation personnelle sont peut-être plus accessibles.

## Fiche technique
- Titre : Les Moutons de Jacob
- Réalisation : Jean-François Pothier
- Scénario : Jean-François Pothier
- Musique : Jean-Marc Pisapia et Pierre-Luc Brillant
- Photographie :  Alexis Durand-Brault
- Montage : Jean-François Pothier
- Son : Serge Bouvier, Simon Poudrette et Simon Goulet
- Production : Marc S. Grenier
- Société de production : Locomotion Films
- Pays :  Canada
- Genre : Drame
- Durée : 76 minutes
- Dates de sortie : 
  -  Canada : 2002

## Distribution
- Emmanuel Bilodeau
- Germain Boucher
- Pierre-Luc Brillant : Pierre-Luc
- Pascale Bussières : Pascale
- Dominique Desrochers
- Caroline Dhavernas : Caroline
- Guy Nadon : Voix de Jacob
- Alice Pothier : Jeune Caroline
- Boris Pothier : Boris
- Raphaëlle Pothier : Jeune Pascale